# Los Testigosöarna

Lägeskarta, Dependencias Federales med Los Testigosöarna längst upp

Los Testigosöarna (spanska Islas Los Testigos, Vittnesöarna) är en ögrupp i Karibiska havet och tillhör Venezuela.

## Geografi
Los Testigosöarna ligger cirka 400 km nordöst om Caracas och cirka 80 km nordöst om Isla Margarita.
Ögruppen är av vulkaniskt ursprung och har en areal om cirka 6,53 km² (1). Venezuelas flotta har en liten bas på huvudön. Befolkningen uppgår till ca 200 invånare (2001).
Ögruppen bestär av de 6 större öarna:
- Isla Testigo Grande, huvudön
- Isla Conejo, öster om huvudön
- Isla Iguana, söder om huvudön
- Isla Morro Blanco, söder om huvudön
- Isla Noreste, nordöst om huvudön
- Isla Rajada, öster om huvudön

samt en rad klippöar där de största är:
- El Chivo
- Peñón de Fuera

Förvaltningsmässigt ingår ön i distriktet "Dependencias Federales".

## Historia
1938 ställdes ögruppen under förvaltning av Ministerio del Interior y de Justicia (Venezuelas inrikes- och justisieddepartement) (2) som delområde i Dependencias Federales.
Den 9 augusti 1972 utnämndes ögruppen tillsammans med hela området Dependencias Federales till nationalpark efter ett regeringsbeslut (3) och parkområdet inrättades formellt den 18 augusti.